# Language Science Press
Language Science Press è una casa editrice tedesca con sede a Berlino specializzata esclusivamente nella pubblicazione scientifica open access di testi di linguistica e campi limitrofi. È stata fondata nel 2014 in un contesto di discontento generale con le pratiche commerciali delle case editrici tradizionali.
(Motivation)
Language Science Press pubblica ogni libro su un archivio centrale e su un server di distribuzione, offrendo anche servizi di stampa on-demand. Language Science Press opera secondo la licenza Creative Commons CC-BY. Fino a gennaio 2021, la casa editrice aveva pubblicato un totale di 171 libri.

## Storia
Language Science Press ha le sue radici nell’iniziativa Open Access in Linguistics (OALI), avviata da Stefan Müller e alcuni dei suoi colleghi all’Università libera di Berlino nell’agosto del 2012. All’inizio, l’obiettivo principale dell’iniziativa consisteva nel trovare il maggior numero di sostenitori fra i membri della comunità linguistica internazionale.
In un secondo momento, Martin Haspelmath e Stefan Müller presentarono una richiesta di fondi per il progetto “Open Access Monographs in the Humanities”. I fondi vennero in seguito forniti dalla Deutsche Forschungsgemeinschaft per lo sviluppo di un piano di business e per la sua realizzazione, che divenne poi la Language Science Press a partire dal 2014